# Sithathoriunet
Sithathoriunet (tên của bà có nghĩa là con gái của Hathor của Dendera,) là con gái của một vị vua Ai Cập cổ đại của triều đại thứ 12, chủ yếu được biết đến từ vị trí chôn cất của bà tại El-Lahun, nơi tìm thấy một kho báu trang sức. bà có thể là con gái của Senusret II  kể từ khi nơi chôn cất của bà được tìm thấy bên cạnh kim tự tháp của vị vua này. Nếu vậy, điều này sẽ khiến bà trở thành một trong năm đứa trẻ được biết đến và một trong ba cô con gái của Senusret II - những đứa trẻ khác là Senusret III, Senusretseneb, Itakait và Nofret.
Sithathoriunet được chôn cất trong khu phức hợp kim tự tháp Kahun. Bà ấy đã chết trong khi Amenemhat III là pharaoh, vì những đồ vật có tên ông ta được tìm thấy trong ngôi mộ của bà. Tên và danh hiệu của bà đã sống sót trên những chiếc bình canopic của bà và trên một chiếc bình alabaster được tìm thấy trong ngôi mộ của bà.

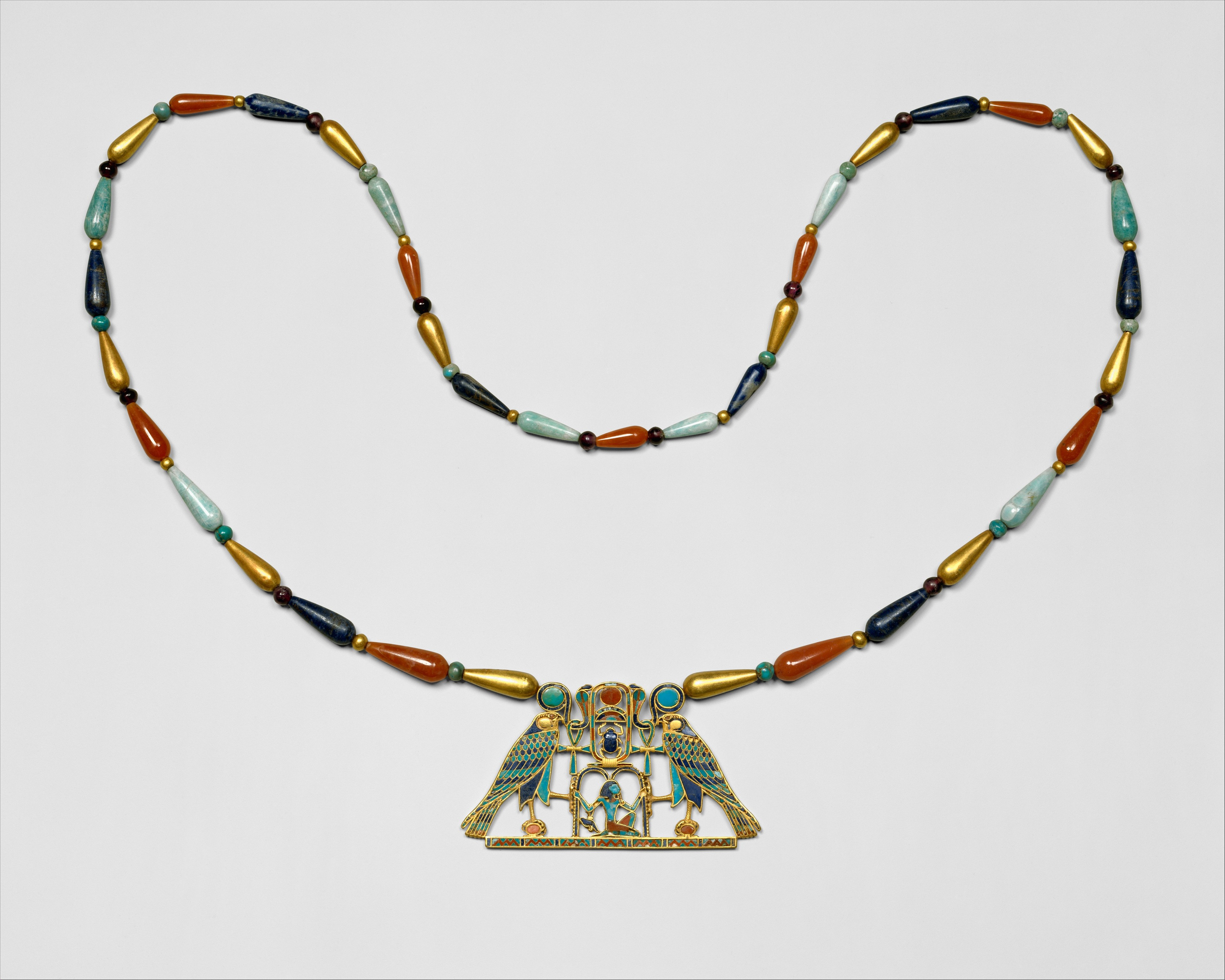
Pectoral và vòng cổ của Công chúa Sithathoriunet; khoảng năm 1887-1813 trước Công nguyên; vàng, carnelian, lapis lazuli, ngọc lam, garnet & fenspat; chiều cao của ngực: 4,5 cm (1 trong.); Bảo tàng nghệ thuật Metropolitan (Thành phố New York)

Ngôi mộ được khai quật vào năm 1914 bởi Flinder Petrie và Guy Brunton. Nó trước đây đã bị cướp trong thời cổ đại nhưng một hốc trong khu chôn cất đã thoát khỏi sự chú ý của những kẻ cướp bóc. Trong hốc này đã tìm thấy hài cốt của một số hộp chứa đầy đồ trang sức và đồ vật mỹ phẩm, như dao cạo râu, gương và bình hoa. Các đồ trang sức được tìm thấy ở đó được coi là một trong những ví dụ chất lượng cao nhất từng được tìm thấy trong các ngôi mộ Ai Cập cổ đại. Cũng có thể tìm thấy là hai pectoral, một với tên của Senusret II, cái còn lại với tên của Amenemhat III. Ngoài ra còn có một vương miện và một số vòng đeo tay được khắc tên Amenemhat III. Hầu hết các đồ vật được làm bằng vàng với khảm đá quý (cloisonné). Ngày nay, phần lớn các phát hiện được đặt trong Bảo tàng Nghệ thuật Metropolitan ở New York  mặc dù vương miện nằm trong Bảo tàng Ai Cập ở Cairo.

## Văn chương
- G. Brunton: Lahun I: The Treasure (BSAE 27 en ERA 20 (1914)), London 1920 cuốn sách trực tuyến Lưu trữ ngày 7 tháng 4 năm 2010 tại Wayback Machine
- HE Winlock: Kho báu của el Lahun, New York năm 1973